# Stereorhachis

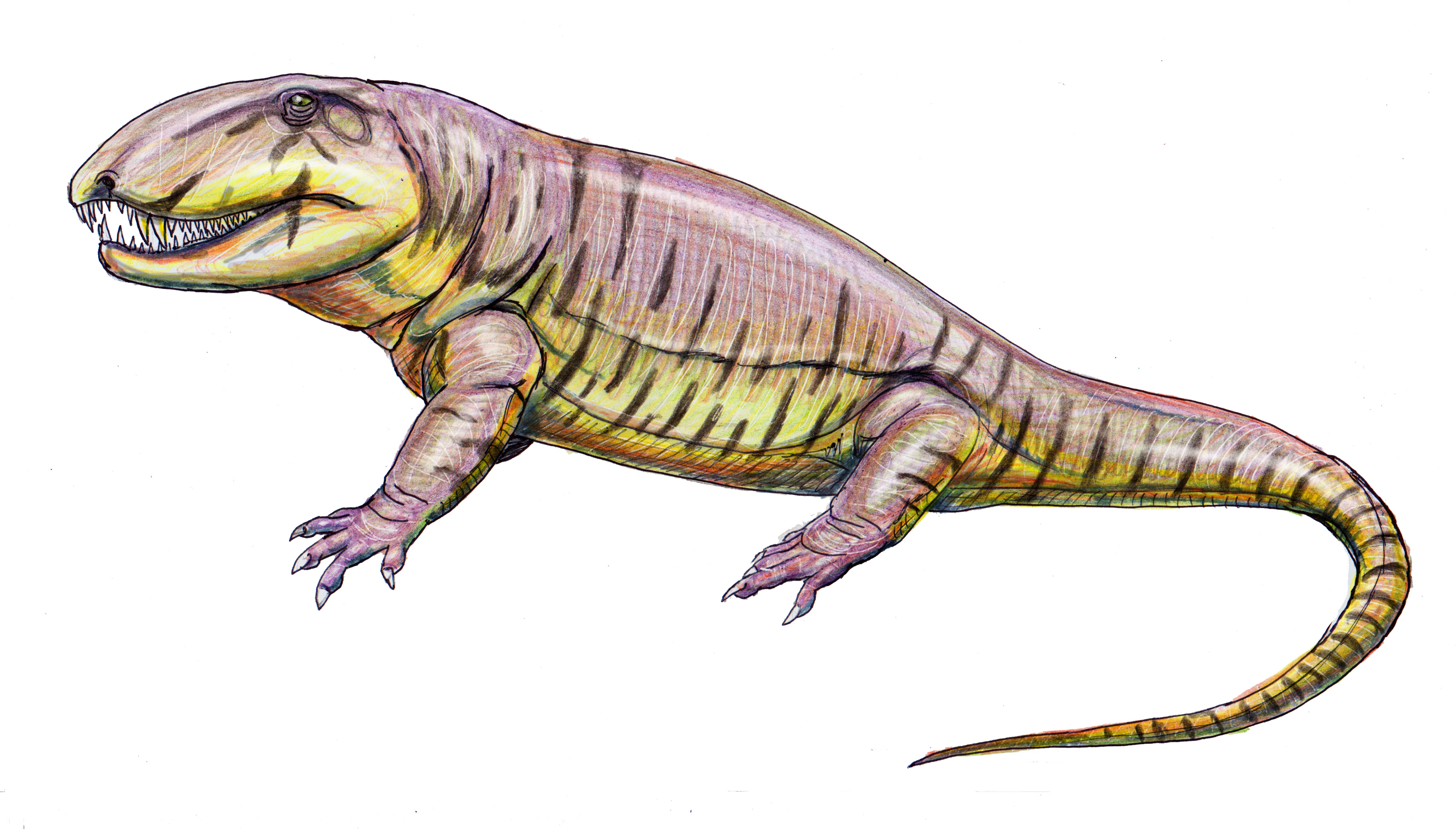
Реконструкція

Stereorhachis — вимерлий рід синапсидів, що не належать до ссавців, з пізнього карбону у Франції.